# Testspecificatie
Testspecificatie is het uit de voorhanden zijnde informatie afleiden van (logische) testgevallen uit ontwerpen die de functionaliteit van software (informatiesystemen) beschrijven. Wanneer dat op een gestandaardiseerde, vooraf beschreven wijze gebeurt, is er sprake van een testspecificatietechniek.
Testspecificatie is een activiteit die plaatsvindt na het initieel plannen van de tests, na het informatie verzamelen. Het resultaat van de testspecificatie is een beschrijving van de test (wat moet er in de test gedaan worden) en van het verwachte eindresultaat (wat zou je denken dat de correcte uitkomst van de test zou moeten zijn). Na de testspecificatie kan (wat vaak als het eigenlijke werk wordt gezien) het testen beginnen.
Voorbeelden van testspecificatietechnieken zijn:
- algoritmetest
- beslissingstabellentest
- dataflowtest
- datacombinatietest
- elementaire vergelijkingentest
- equivalentieklassen (equivalence partitioning)
- error guessing
- gegevenscyclustest
- grenswaardenanalyse (boundary value analyses)
- oorzaak-gevolg analyse (cause-effect graphing)
- procescyclustest
- schaduwtest
- semantische test
- syntactische test
- toestandsovergang testen (state transition testing)